# Miró de Priene
Miró de Priene (grec antic: Μύρων, llatí: Myron) va ser un historiador grec nascut a Priene que va escriure una obra sobre la primera guerra messènica, entre la conquesta d'Amfea i la mort d'Aristodem de Messènia.
La seva època exacta no es pot precisar, però en general hom el situa a la segona meitat del segle iv aC, a l'època del regnat d'Alexandre el Gran. Pausànias diu que no es podia confiar gaire en les seves informacions, perquè situava Aristòmenes de Messènia a la primera guerra messènica, quan va ser el dirigent de la segona. Diodor de Sicília també situa a Aristòmenes a la primera guerra messènica.